# Waldmoor-Torfstich
Waldmoor-Torfstich ist ein mit Verordnung des Regierungspräsidiums Karlsruhe vom 20. Mai 1983 ausgewiesenes Naturschutzgebiet mit der Nummer 2.024 und auch ein gleichnamiges Bannwaldgebiet. Die NSG-Verordnung aus dem Jahr 1983 ersetzt die Verordnung des Württembergischen Kultusministers über das Naturschutzgebiet Waldmoor-Torfstich von 23. August 1937. Es wird in der Region auch Würzbacher Moor genannt.

## Lage
Das Schutzgebiet liegt rund 600 Meter westlich der Gemeinde Oberreichenbach. Es befindet sich im Naturraum Schwarzwald-Randplatten und ist Teil des FFH-Gebiets Nr. 7317-341 Kleinenztal und Schwarzwaldrandplatten. Es liegt 670 Meter über dem Meeresspiegel auf der Buntsandsteinhochfläche zwischen Calw und Wildbad in einer abflussträgen Mulde auf der Wasserscheide zwischen Enz und Nagold.

## Entstehung
Das Würzbacher Moor entstand nicht durch Verlandung eines Sees, sondern durch die Versumpfung einer staunassen und abflusslosen Senke. Der Torfkörper im Zentrum wächst heute noch in die Höhe. Da aus der Umgebung des Moores mineralhaltiges Wasser zufließt, ist es kein reines Hochmoor, sondern wird als Übergangsmoor mit hochmoorartigem Zentrum eingestuft. Die Jahrestemperatur des nahen Schömberg beträgt 7,5° und der Jahresniederschlag etwa 1000 Millimeter. Wegen der niedrigen Temperatur und den reichen Niederschlägen wird abgestorbene Vegetation nur unvollständig zersetzt und so bildet sich Torf.

## Schutzzweck
Laut Verordnung ist der Schutzzweck die Erhaltung des Moor- und Missengebietes aus ökologischen und wissenschaftlichen Gründen:
- das Hochmoor mit dem eingelagerten kleinen Flachmoor, insbesondere mit seiner sich stark erweiternden Moosvegetation und den charakteristischen Pflanzengesellschaften;
- die im Wald befindliche moorige und anmoorige Bodenformation mit den sich naturhaft entwickelnden Pflanzenbeständen, insbesondere einer Vielzahl von Pilzarten, sowie gefährdeten und vom Aussterben bedrohten Tierarten.

## Bannwald
Der durch Verordnung der Forstdirektion Karlsruhe vom 2. Juni 1998 ebenfalls unter dem Namen Waldmoor-Torfstich ausgewiesene Bannwald hat eine Größe von 65,5 Hektar. Er führt die Schutzgebietsnummer 100016. Schutzzweck des Bannwaldes ist es, die unbeeinflusste Entwicklung des Waldmoor-Ökosystems mit seinen Tier- und Pflanzenarten zu sichern sowie die wissenschaftliche Beobachtung der Entwicklung zu gewährleisten. Der Bannwald ist nahezu deckungsgleich mit dem Naturschutzgebiet.

## Vegetation
Drei wichtige Pflanzengesellschaften bilden das Zentrum des Schutzgebiets: die Scheiden-Wollgras-Gesellschaft, der Braun-Seggen-Sumpf und der Spirken-Moorwald. Die Scheiden-Wollgras-Gesellschaft besiedelt die alten Torffelder und besteht aus verschiedenen Torfmoos-Arten (Sphagnum), dem Scheiden-Wollgras (Eriophorum vaginatum) und der Gewöhnlichen Moosbeere (Vaccinium oxycoccos). Im Südwesten des Gebiets fließt mineralhaltiges Wasser zu und hier entwickelte sich ein Braun-Seggen-Sumpf (Verband Caricion fuscae). Seine kennzeichnenden Arten sind Grau-Segge (Carex canescens) und Stern-Segge (Carex echinata). Im Nordosten des Gebiets hat sich ein Spirken-Moorwald entwickelt mit der Moorspirke (Pinus mugo subsp. rotundata), der Moor-Birke (Betula pubescens), Heidelbeere (Vaccinium myrtillus), Preiselbeere (Vaccinium vitis-idaea) und der Rauschbeere (Vaccinium uligonosum).

## Fauna
An gefährdeten Vogelarten wurden festgestellt: Haselhuhn, Auerhuhn und Waldschnepfe. An bedrohten Schmetterlingsarten wurden nachgewiesen: Heidelbeer-Silbereule und Zahntrost-Kapselspanner.